# Cantone di Hœnheim
Il Cantone di Hœnheim è una divisione amministrativa dell'arrondissement di Sélestat-Erstein.
È stato costituito a seguito della riforma approvata con decreto del 18 febbraio 2014, che ha avuto attuazione dopo le elezioni dipartimentali del 2015.

## Composizione
Comprende i 10 comuni di:
- Eckbolsheim
- Hœnheim
- Lampertheim
- Mittelhausbergen
- Mundolsheim
- Niederhausbergen
- Oberhausbergen
- Reichstett
- Souffelweyersheim
- Wolfisheim